# Steriphopus wangala
Espèce
Sceliraptor wangala est une espèce d'araignées aranéomorphes de la famille des Palpimanidae.

## Distribution
Cette espèce est endémique du Meghalaya en Inde,. Elle se rencontre dans le district des West Garo Hills vers Baladinggre .

## Description
La femelle holotype mesure 7,36 mm.

## Systématique et taxinomie
Cette espèce a été décrite par Kadam, Tripathi et Sankaran en 2024.

## Publication originale
(juin 2024).
- Sankaran, Tripathi & Kadam, 2024 : « A new species of Steriphopus Simon, 1887 from India (Araneae: Palpimanidae, Chediminae), with the proposal of a new combination. » Zootaxa, no 5474(1), p. 97-100.